# Distretto di San Miguel de El Faique
Il distretto di San Miguel de El Faique è uno degli otto distretti della provincia di Huancabamba, in Perù. Si trova nella regione di Piura e si estende su una superficie di 201,6 chilometri quadrati.

Istituito il 29 gennaio 1965, ha per capitale la città di San Miguel de El Faique; nel censimento 2005 contava 9.430 abitanti.